# Liste des stations de radio aux Comores (pays)
Cet article présente la liste des radios des Comores.

## Radios nationales

### Radios publiques
- L'Office de radio et télévision des Comores - abrégé en ORTC - est l'organisme public de radiodiffusion national des Comores :
  - Radio Comores - radio nationale
- BBC WS Africa
- RFI Afrique

## Annexe